# Nematopalaemon schmitti
Nematopalaemon schmitti är en kräftdjursart som först beskrevs av Holthius 1950.  Nematopalaemon schmitti ingår i släktet Nematopalaemon och familjen Palaemonidae. Inga underarter finns listade i Catalogue of Life.